# Elinor Hammarskjöld
Elinor Jane Britt Hammarskjöld, född 4 november 1967, är en svensk diplomat som för närvarande tjänstgör som undergeneralsekreterare och rättschef i FN. Hon har tidigare varit utrikesråd på Utrikesdepartementet, samt Sveriges ambassadör i Israel. Under åren 2016–2019 var hon rättschef på Utrikesdepartementet.
Hammarskjöld har en juris kandidat från Uppsala universitet och från Cambridgeuniversitetet. Hon har varit folkrättschef på UD, en arbetsplats hon varit på sedan 1992. Från 1995 till 1999 arbetade hon vid Sveriges ständiga representation vid FN, med frågor gällande Säkerhetsrådet. 2000–2002 var hon konsul vid Jerusalemkonsulatet med ansvar för demokrati- och mänskliga rättighetsfrågor.
Elinor Hammarskjöld tillhör ätten Hammarskjöld och är dotter till Peder Hammarskjöld.